# Zayyán ibn Mardanish
Zayyán ibn Mardanish o Zayán Ibn Mardanix (Onda, ? – Túnez, 1270) también conocido como "Zahén" o Çaèn, fue el último rey musulmán de Valencia. Era descendiente de Muhámmad ibn Mardanix, rey de Xarq al-Ándalus en el momento de la conquista de los almohades, a los que se resistió. Durante un breve periodo (entre 1239 y 1241) también fue rey de Murcia.

## Biografía
En 1229, Zayyán se convirtió en rey de Valencia (Málik Balansiya), al destronar al gobernador almohade Zayd Abu Zayd y restaurando de esta manera la Taifa de Valencia. Zayd huyó de la ciudad, llegó a la Corona de Aragón, se convirtió al cristianismo, juró lealtad al rey Jaime I y se convirtió en su vasallo. El monarca destronado dio a Jaime I de Aragón el casus belli que estaba buscando desde hacía algún tiempo para la conquista del reino de Valencia.
Zayyán mandó personalmente las tropas en varias batallas durante toda la campaña de guerra contra Aragón, incluido el sitio de Burriana y la batalla del Puig, donde fueron derrotados los musulmanes. Después de la batalla del Puig, Jaime I, llegó a Valencia en 1238, comenzando el asedio. Su ejército estaba formado por soldados de todas partes de Europa gracias a una bula del Papa Gregorio IX promulgada en febrero de 1237 donde otorgaba a la campaña contra Valencia carácter de cruzada. Es reseñable que se excluyan de los beneficios espirituales a las diócesis de Pamplona y Calahorra que son parte de la provincia eclesiástica de Tarragona, pero están fuera de la Corona de Aragón. Zayyán, al verse rodeado por un tan gran ejército, envió emisarios a muchos gobernantes musulmanes de Al-Ándalus y el Magreb. Pero solo la embajada, bajo la dirección de Ibn al-Abbar, ante el sultán hafsí de Ifriqiya, Abu Zakariya Yahya obtuvo respuesta: el envío hacia Valencia de una flota de 12 barcos que no pudo socorrer la ciudad porque los aragoneses habían bloqueado el puerto. Después de cinco meses de asedio Zayyán se dio cuenta de que no había esperanza y comenzó las negociaciones para la rendición. La ciudad se rindió oficialmente el 28 de septiembre de 1238. 
En los acuerdos de capitulación Zahén pactó con el rey aragonés, que se comprometió a proteger a los musulmanes que querían quedarse en la ciudad, y a permitir que se dejase partir a los que querían salir de la ciudad, a través del puerto de Cullera.
En abril de 1239, un golpe de Estado entregó el gobierno de la taifa de Murcia a Zayyán ibn Mardanish. El reinado de Zayyán se caracterizó por tratar de lograr un pacto con Fernando III de Castilla que le garantizase poder sofocar las sublevaciones internas en Orihuela y Lorca, así como repeler a Jaime I de Aragón, que en 1240 conquistaría Villena. Zayyán fue finalmente destituido en 1241 por Ibn Hud al-Dawla (tío de Ibn Hud). Se haría fuerte en el castillo de Alicante hasta 1248 cuando el infante Alfonso de Castilla lo derrotaría y conquistaría la ciudad. 
Emigrado a Túnez, allí fallecería en 1270.